# Cesanese di Affile secco
Il Cesanese di Affile secco o Affile secco è un vino che, nel passato (fino al 2011), ha usufruito della menzione DOC. Come tale veniva prodotto nei comuni di Affile, Roiate e Arcinazzo Romano in provincia di Roma. Dopo il 2011 le eventuali ulteriori produzioni non potranno più fregiarsi di tale riconoscimento..

## Vitigni con cui era consentito produrlo
- Cesanese d'Affile e/o Cesanese comune minimo 90%
- Sangiovese, Montepulciano, Barbera, Trebbiano toscano (Passerana), Bombino bianco (Ottonese), fino ad un massimo complessivo del 10%.

## Tecniche di produzione
Vietata ogni pratica di forzatura.

## Caratteristiche organolettiche
- colore: rosso rubino tendente al granata con l'invecchiamento;
- profumo: delicato, caratteristico del vitigno;
- sapore: asciutto, leggermente amarognolo, armonico;
- zuccheri residui: massimo 10,0 g/l;

## Produzione
Provincia, stagione, volume in ettolitri